# Кватро Страде (Гросето)
Кватро Страде (итал. Quattro Strade) је насеље у Италији у округу Гросето, региону Тоскана.
Према процени из 2011. у насељу је живело 63 становника. Насеље се налази на надморској висини од 9 м.